# Risån (Rickleån)
Risån är ett källflöde till Rickleån i Västerbotten. Längd 43 km (inkl. källflöden 86 km), fallhöjd 130 m och avrinningsområde 549 km2. Mynnar i Göksjön och Bygdeträsket.